# Chiesa e convento di San Giovanni del Gelsi
Il complesso di chiesa e convento di san Giovanni del Gelsi è un luogo di culto cattolico di Campobasso. Si trova nel quartiere San Giovanni, ossia presso l'ingresso del cimitero comunale.

## Storia
Probabilmente il convento fu fondato fuori le mura nel 1222 circa, anche se non si hanno precisi documenti. Nel Quattrocento i Frati Minori Osservanti presero stabile dimora nel convento di San Giovanni Battista, che si trovava sopra un colle circondato da cipressi. Una nuova ricostruzione si ebbe nel 1418 per volere del Beato Giovanni da Stroncone, e fu compiuta nel 1442. Questo convento fu notevolmente ampliato nell'epoca rinascimentale, tra il 1500 e il 1513, con oltre 40 celle e vari locali al piano terra. Il grave terremoto del 1805 non distrusse il convento, benché danneggiato, e ospitò il Ministro Provinciale, essendo stato raso al suolo il vicino convento della Madonna delle Grazie. In questi tempi ci fu la soppressione francese degli Ordini di Gioacchino Murat, e i locali vennero adibiti a scuola e a lanifici.
Quando il convento fu riaperto, ospitò la ricca biblioteca di Santa Maria delle Grazie, venendo gestito dai Padri Lettori. Nel 1958 il convento è tornato ai Francescani, che hanno provveduto a un corposo restauro della struttura, avviati nel 1969.

## Architettura
Il convento non possiede molto della struttura originaria, tranne il complesso conventuale quadrato del XV Secolo. La facciata si presenta in stile neoclassico,  con architrave a timpano triangolare, e corpo principale diviso da due ordini di paraste a capitelli ionici. Altre due porzioni laterali, che combaciano col colonnato interno delle tre navate, hanno forma curvilinea a ventaglio, abbellite da due finestre a semicerchio. La facciata centrale è ornata da un classico portale a cornice modanata, sormontata da una targa e un finestrone a ventaglio di in asse,esiste anche un sotterraneo (recentemente restaurato) non molto grande ma significativo dove i fedeli lasciavano gli exvoto per le grazie ricevute.
Il complesso conventuale, come detto è a pianta quadrangolare con chiostro e portico con pozzo. All'esterno il chiostro si sviluppa a destra, composto da edificio a due piani con ordine di arcate a tutto sesto in basso per il deambulatorio.  Il campanile è una torre che termina con finestre a vela. L'interno è stato recentemente ristrutturato nel XIX secolo, ed ha mantenuto le tre navate originali; tuttavia lo stile è liberty, con accenni di neoclassicismo. Le pareti in marmo presentano fasce colorate, che ricordano quelle del Duomo di Siena, nella controfacciata è posto l'organo con ricca gamma di canne, e al centro una tavola ritraente la Madonna col Bambino.
Nell'altare della navata sinistra si trova la statua di Paolo Saverio Di Zinno: San Giovanni, e sull'altare intitolato ai Francescani vi è una preziosa urna di bronzo con reliquie di santi. Nella navata di destra ci sono due altari, della Madonna Addolorata con la statua di Zinno del 1745, e quello del Cristo morto. L'altare maggiore ospita un coro ligneo barocco centrale, sormontato da una gigantesca tela della Madonna, con dietro una seconda pala d'altare in tre quadri, ritraenti episodi di vita di San Francesco.